# Drosera montana
Drosera montana es una especie de planta carnívora perteneciente a la familia de las droseráceas, nativa de Bolivia y Brasil.

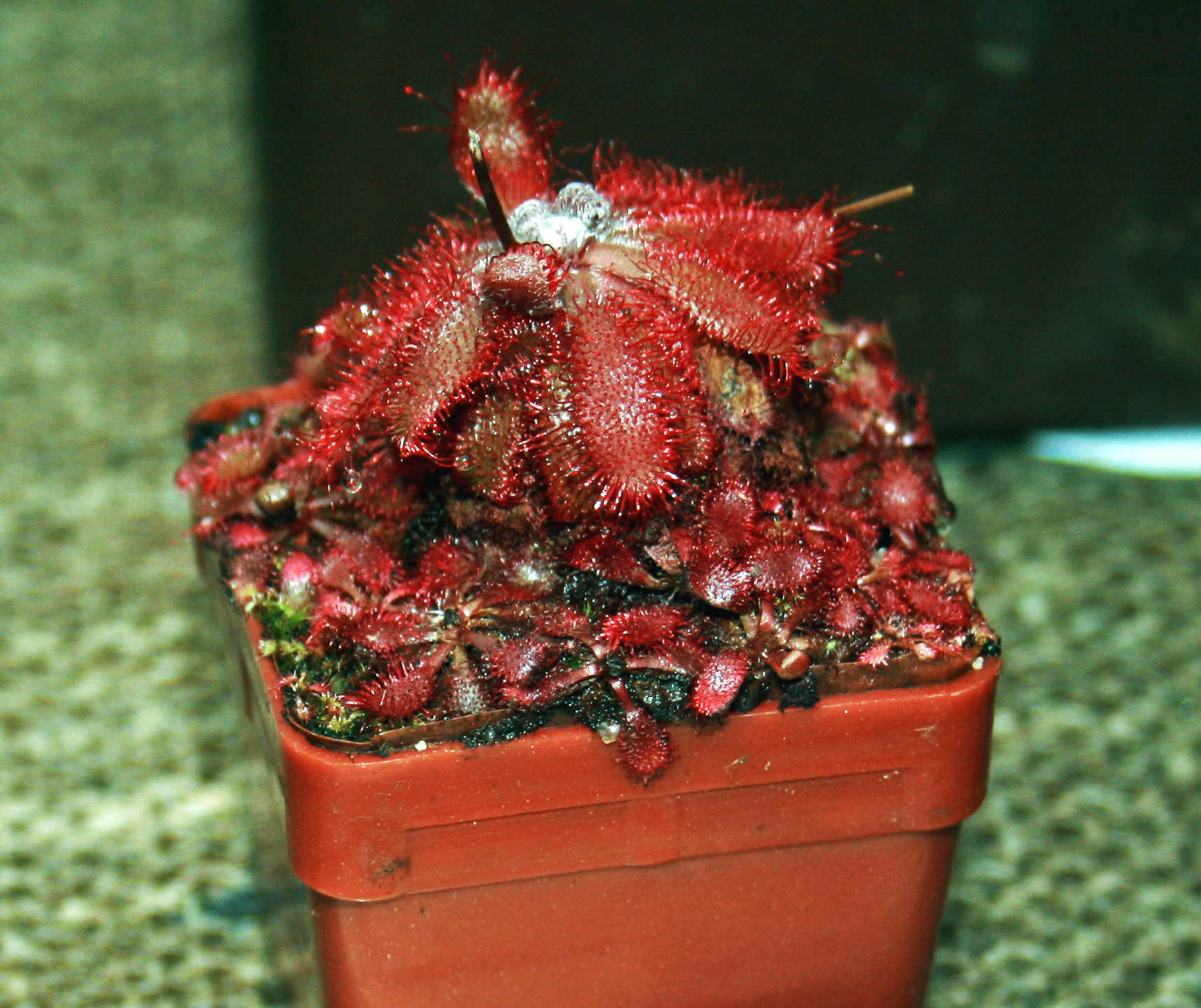
Vista de la planta

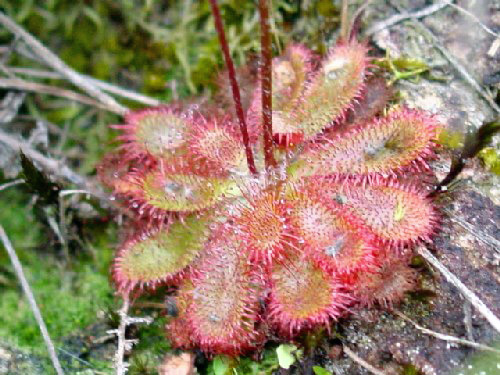
En su hábitat

## Taxonomía
Drosera montana fue descrita por Augustin Pyrame de Candolle y publicado en Histoire des plantes les plus remarquables du Bresil... 1: 260. 1826.
Etimología
Drosera: tanto su nombre científico –derivado del griego δρόσος [drosos]: "rocío, gotas de rocío"– como el nombre vulgar –rocío del sol, que deriva del latín ros solis: "rocío del sol"– hacen referencia a las brillantes gotas de mucílago que aparecen en el extremo de cada hoja, y que recuerdan al rocío de la mañana.
montana: epíteto latíno que significa " que se encuentra en las montañas"
Sinonimia
- Drosera communis var. pauciflora Eichler
- Drosera hirtella A.St.-Hil.
- Drosera hirtella var. lutescens A.St.-Hil.
- Drosera montana var. hirtella (A.St.-Hil.) Diels
- Drosera montana f. parviflora Chodat
- Drosera montana var. tomentosa (A.St.-Hil.) Diels
- Drosera parvifolia A.St.-Hil.
- Drosera pumilla E.Santos
- Drosera tentaculata Rivadavia
- Drosera tomentosa A.St.-Hil.
- Drosera tomentosa var. glabrata A.St.-Hil.[3][4]